# Seifollah Samadian

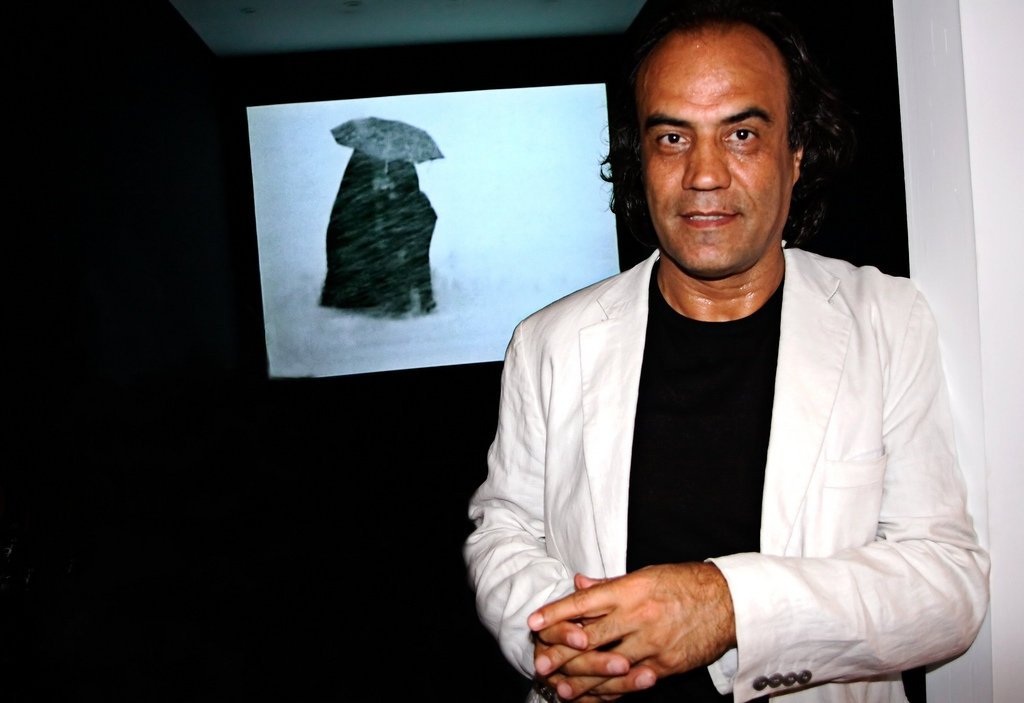
Seifollah Samadian (2007)

Seifollah Samadian (* 1954 in Urmia) ist ein iranischer Fotojournalist, Dokumentarfotograf, Kameramann und Videokünstler, der in Teheran lebt.

## Leben und Werk
Samadian war Professor für Fotojournalismus an der Universität Teheran und ist Verleger und Chefredakteur der Zeitschrift Tassvir. Er arbeitete 2001 als Kameramann und Filmeditor mit Abbas Kiarostami an dem Film ABC Africa. Er hat an zahlreichen Ausstellungen wie der Istanbul Biennale 2003, der Sharjah Biennale 6 und der Documenta11 teilgenommen.
Samadians Fotografien wurden mehrfach ausgezeichnet. 1991 erhielt er den World Press Photo Award.

## Filmografie (Auswahl)
- 1999: Theran, Sa'at-e 25/Teheran in der 25. Stunde
- 1999: The white Station/Die weisse Station
- 2002: The Art of Killing
- 2004: Bam: the 3rd day, the 10th day[5]